# Élections législatives mannoises de 2011
Les élections législatives mannoises de 2011 ont lieu le 29 septembre 2011 afin de renouveler les membres de la Chambre des Clefs de l'Île de Man.
Les élus indépendants continuent de dominer la chambre à l'issue du scrutin. Allan Bell remplace James Anthony Brown au poste de Ministre en chef

## Contexte
Les élections mannoises sont historiquement dominées par les élus sans étiquettes, les partis politiques locaux n'obtenant généralement que quelque sièges. James Anthony Brown occupe le poste de Ministre en chef depouis décembre 2006.

## Système politique et électoral
L'Île de Man est une dépendance de la Couronne britannique, un territoire autonome ne faisant pas partie du Royaume-Uni ou des territoires britanniques d'outre-mer mais relevant directement de la propriété du souverain britannique —  actuellement la reine Élisabeth II — qui agit en qualité de « seigneur de Man ».
La Chambre des Clefs est la chambre basse de son parlement bicaméral, le Tynwald. Elle est composée de 24 sièges pourvus pour 5 ans au scrutin majoritaire plurinominal dans quinze circonscriptions de un à trois sièges chacune. Les électeurs disposent d'autant de voix que de sièges à pourvoir, qu'ils répartissent aux candidats de leur circonscription à raison d'une voix par candidat, sans obligation de toutes les utiliser. Après décompte des suffrages, les candidats ayant obtenus le plus de voix dans chaque circonscription sont élus.

## Résultats
Certains électeurs étant doté de plusieurs voix, leur total est largement supérieur au nombre de votants.
|                        |                            |        |       |     |        |               |  |  |  |
| Partis                 | Partis                     | Voix   | %     | +/- | Sièges | +/-           |  |  |  |
|                        | Parti libéral vannin       | 11 679 | 20,87 | 6,6 | 3      | 1             |  |  |  |
|                        | Parti travailliste mannois | 1 749  | 3,12  | 1,8 | 1      | en stagnation |  |  |  |
|                        | Indépendants               | 45 543 | 76,01 | 4,8 | 20     | 1             |  |  |  |
| Total des voix         | Total des voix             | 55 971 | 100   |     |        |               |  |  |  |
|                        |                            |        |       |     |        |               |  |  |  |
| Suffrages exprimés     | Suffrages exprimés         | 34 369 | 99,65 |     |        |               |  |  |  |
| Votes blancs et nuls   | Votes blancs et nuls       | 120    | 0,35  |     |        |               |  |  |  |
| Total                  | Total                      | 34 489 | 100   | –   | 24     | en stagnation |  |  |  |
| Abstention             | Abstention                 | 25 893 | 42,88 |     |        |               |  |  |  |
| Inscrits/Participation | Inscrits/Participation     | 60 382 | 57,12 |     |        |               |  |  |  |

## Conséquences
Les élus indépendants continuent de dominer la chambre. À l'issue du scrutin, Allan Bell remplace James Anthony Brown au poste de Ministre en chef.